# Aquädukt von Segovia
Der Aquädukt von Segovia in Zentralspanien stammt aus der Blütezeit des römischen Imperiums und führte jahrhundertelang frisches Quellwasser aus den Bergen der Sierra de Fuenfría in ca. 17 Kilometern Entfernung in die Stadt.

## Geschichte
Der Aquädukt wurde wahrscheinlich von  Kaiser Domitian (reg. 81–96 n. Chr.) in Auftrag gegeben und 98 n. Chr. unter dem römischen Kaiser Trajan (reg. 98–117 n. Chr.) fertiggestellt oder restauriert. In maurischer Zeit (1072) wurde er in Teilen beschädigt; die Schäden wurden jedoch im ausgehenden 15. Jahrhundert zur Zeit der Katholischen Könige durch das behutsame Einfügen von 36 gotischen Spitzbögen behoben. Der Aquädukt war noch bis 1974 in Betrieb.

## Bauwerk

### Steinmaterial und Mauertechnik
Die Pfeiler wurden in einer Art Gusstechnik errichtet, bei der eine in die Höhe wachsende Mauerschale aus Granit mit einer Mischung aus kleinen Geröllsteinen und Mörtel (opus caementitium) gefüllt wurde. Das vollkommen gleichmäßige Mauerwerk lässt darauf schließen, dass die Steine bereits im Steinbruch auf die vorgegebenen Maße zugehauen wurden und an Ort und Stelle ohne größere Nachbearbeitung versetzt werden konnten.

### Architektur
Insgesamt verfügt der maximal 28 Meter hohe Aquädukt über 163 Bögen, die durch 119 Zwischenbögen (44 Doppelbögen im Zentrum und 75 Einzelbögen an den Seiten) stabilisiert werden. Die im unteren Bereich etwa 4,50 Meter auseinanderliegenden Pfeiler springen mehrfach leicht zurück und sind erst in einer lichten Höhe von teilweise bis zu 18 Metern durch Stabilisierungsbögen miteinander verbunden – durch diese gewagte Bauweise wurde eine enorme Material- und Transportkostenersparnis erreicht. Die obere Bogenreihe ist deutlich niedriger und schlanker und hat eine lichte Weite zwischen den ungegliederten Pfeilern von ca. 5,10 Meter.

### Inschrift und Statuen
Oberhalb der drei höchsten Bögen in der Mitte befindet sich ein gemauerter Sockel, auf welchem ehemals wohl eine Inschrift zu Ehren des Erbauers angebracht war. Des Weiteren sind zwei Nischen zu sehen, in denen wahrscheinlich Statuen von Hercules, dem sagenhaften Gründer der Stadt aufgestellt waren. Heute befinden sich hier Figuren der Muttergottes (Virgen de la Fuencisla) und des Hl. Sebastian, die erstmals im 16. Jahrhundert erwähnt werden.

## Bedeutung
Aufgrund seiner äußerst soliden Bauweise mit Pfeilerkernen aus antikem Beton (opus caementitium), Steinen aus Granit sowie der permanenten Instandhaltung über Jahrhunderte gilt der Aquädukt von Segovia als besterhaltenes Zeugnis römischer Architektur auf der iberischen Halbinsel. Seit 1985 ist er zusammen mit der Altstadt von Segovia auf der Liste des UNESCO-Welterbes aufgeführt. Die American Society of Civil Engineers hat ihn 1999 in die List of International Historic Civil Engineering Landmarks aufgenommen.

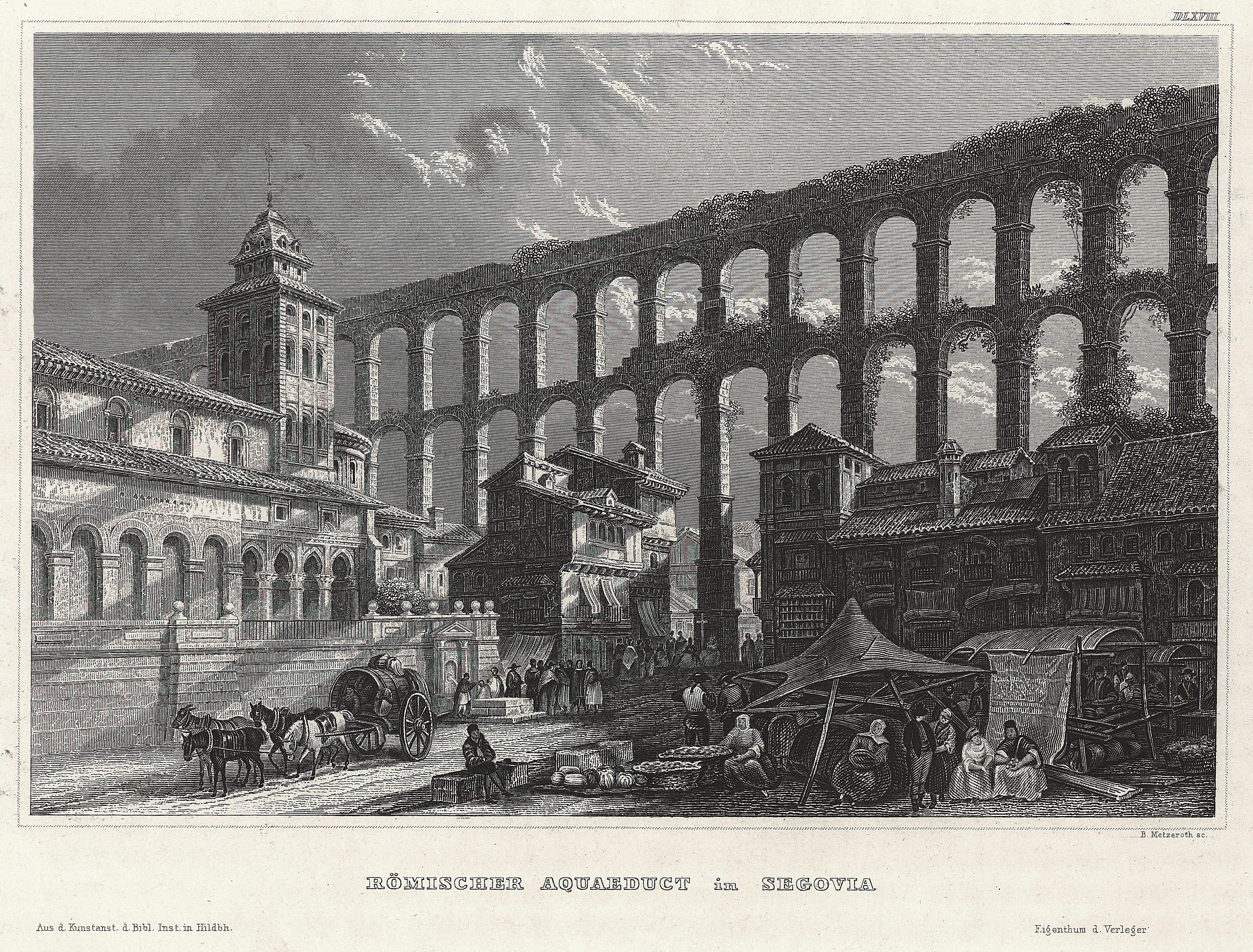
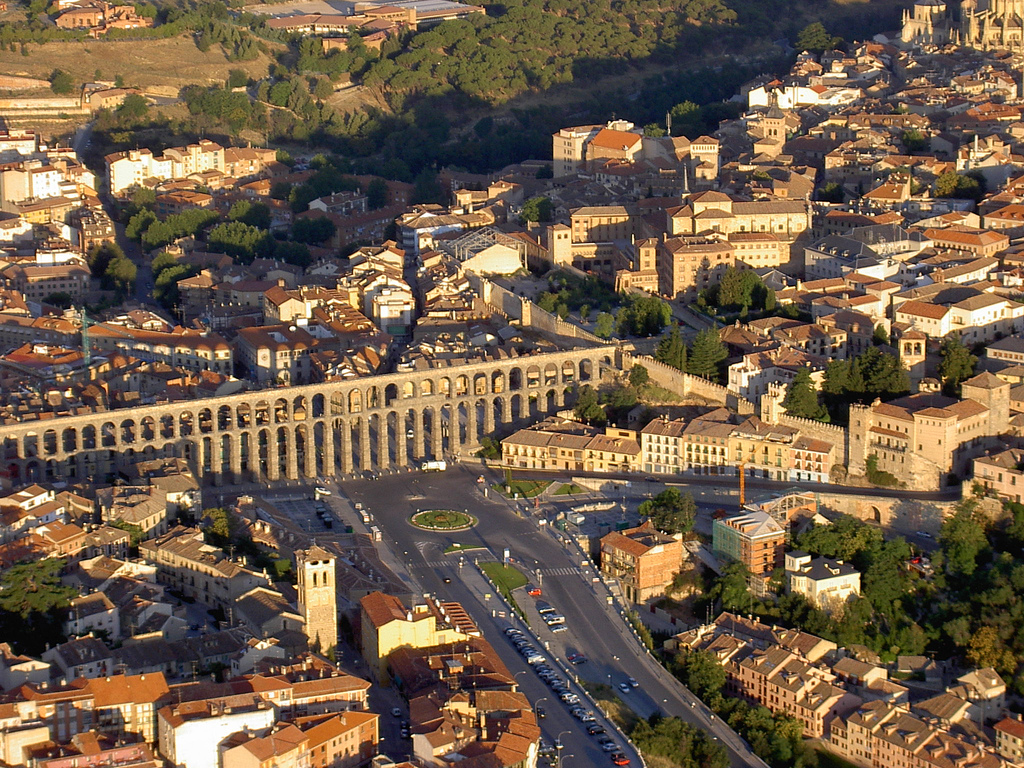
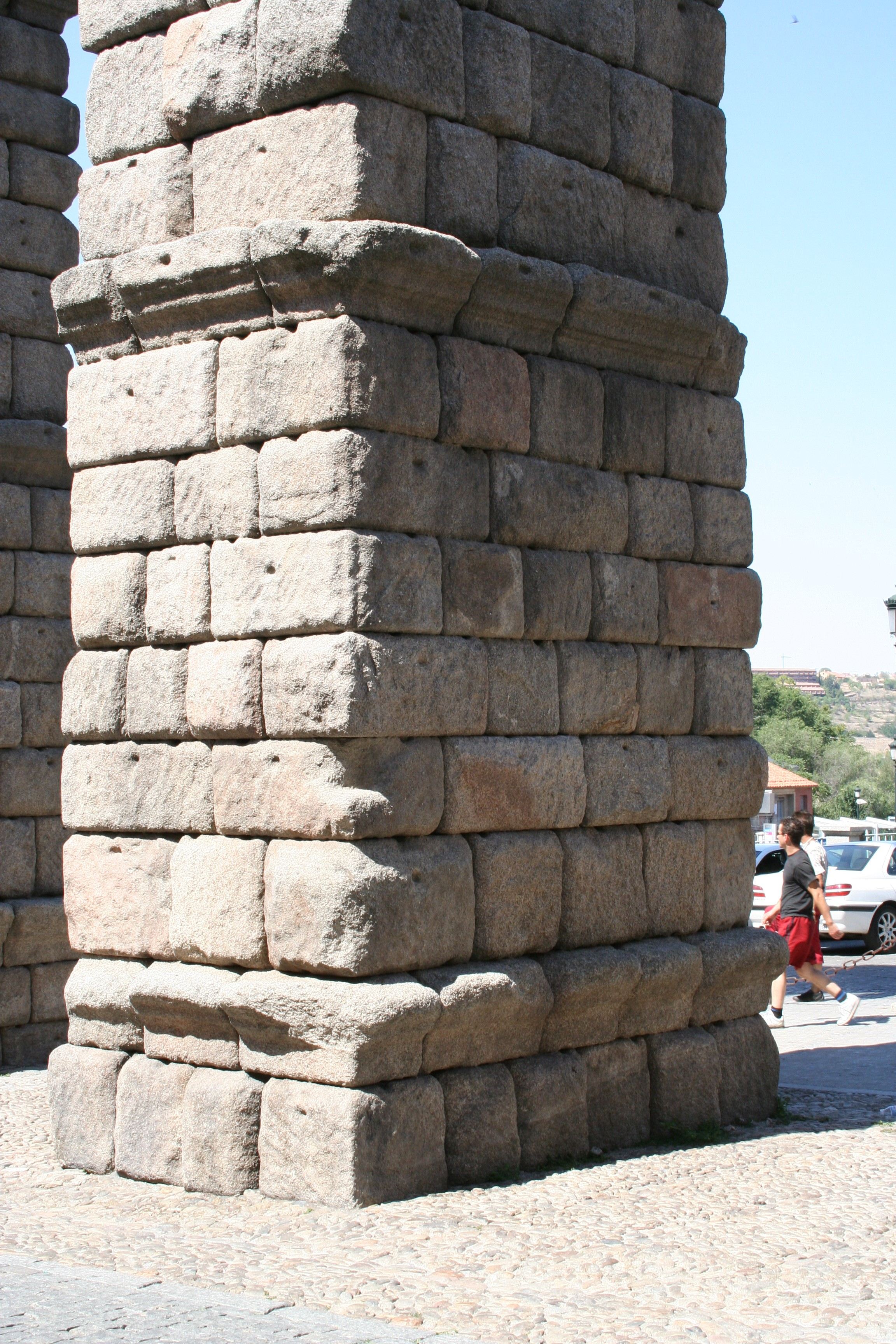
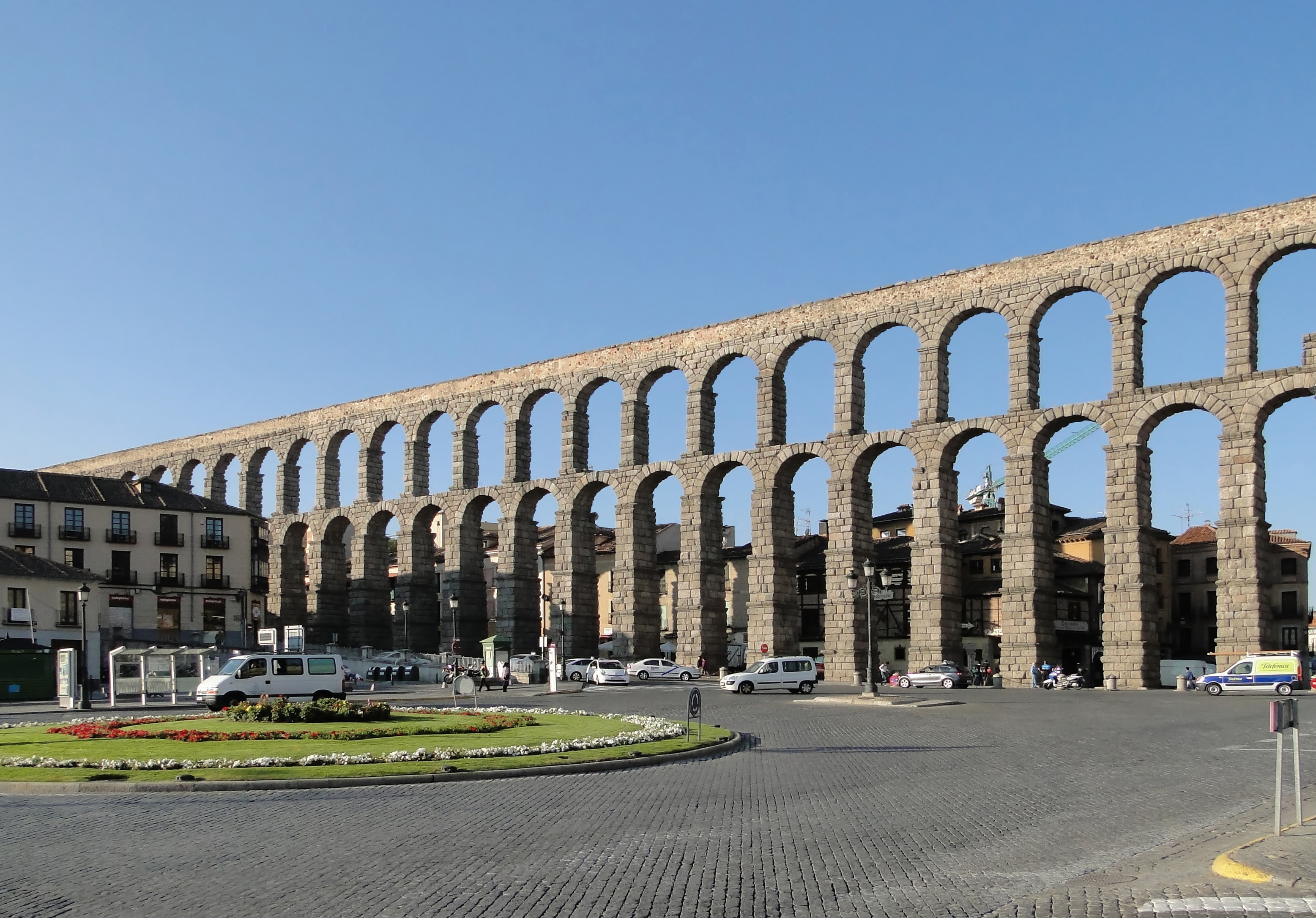
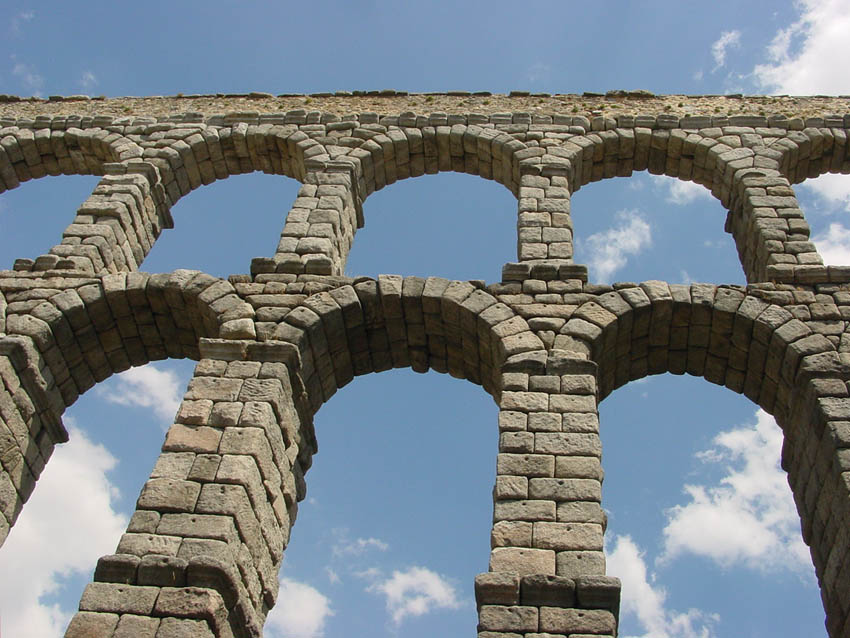
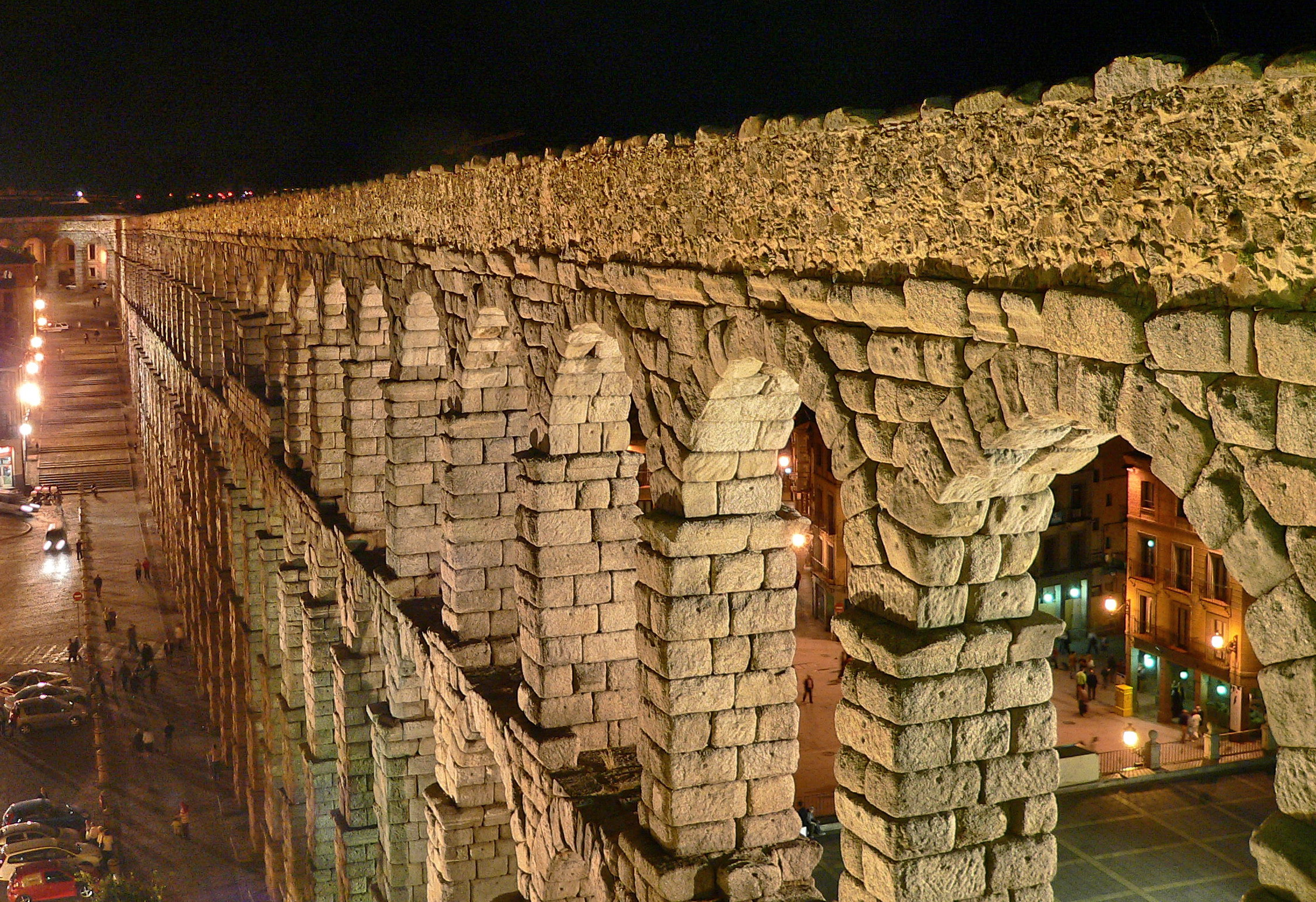
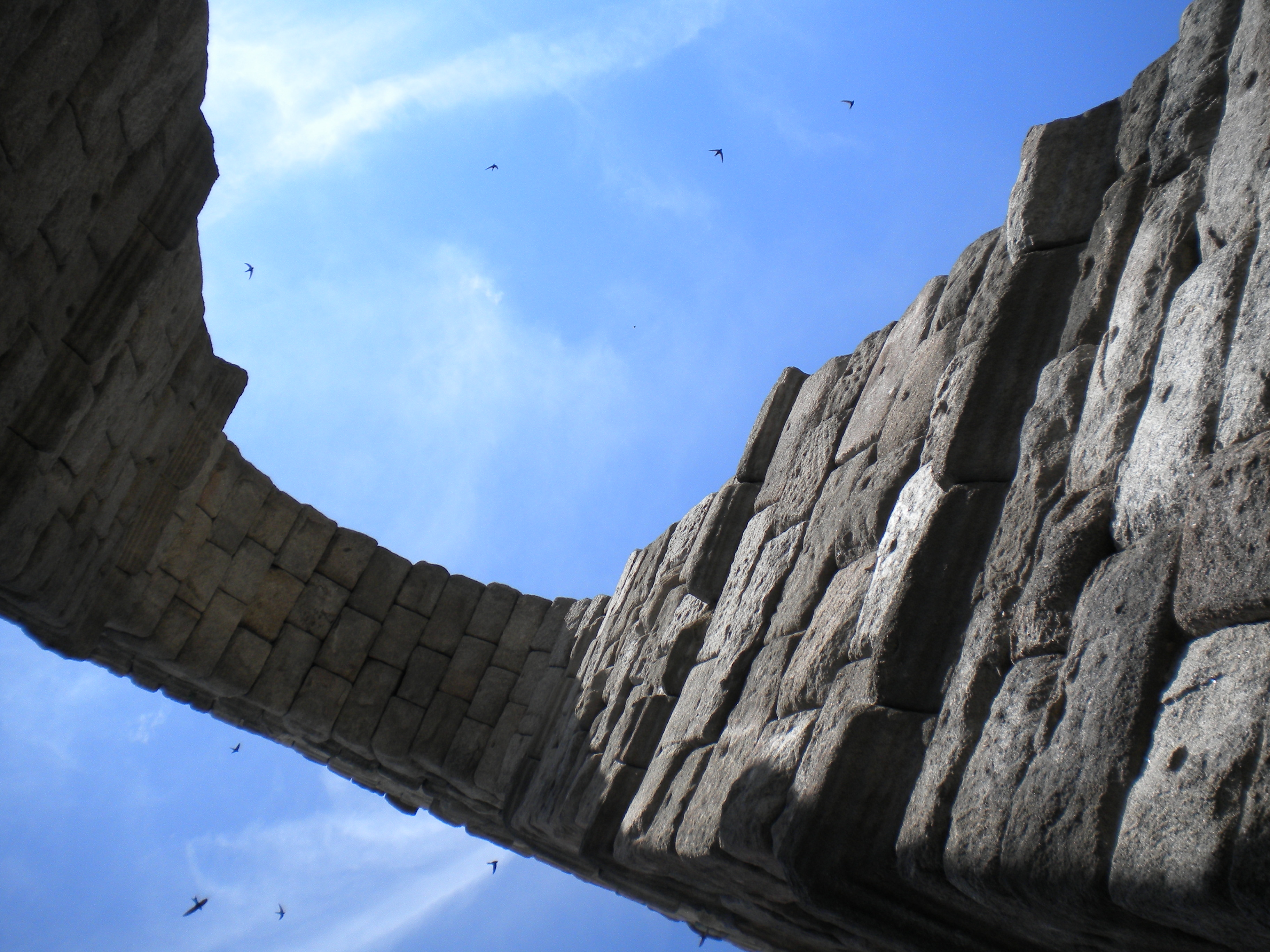
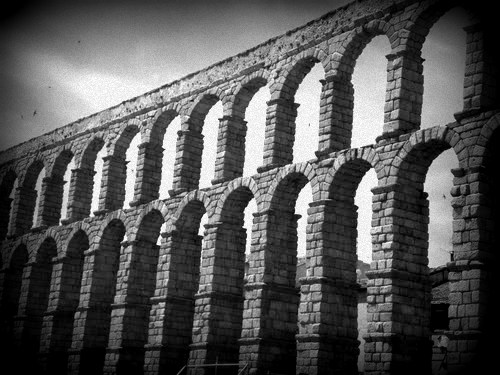